# USS Bremerton (SSN-698)
Pour les autres navires du même nom, voir USS Bremerton.
Le USS Bremerton (SSN-698) est un sous-marin nucléaire d'attaque américain de classe Los Angeles nommé d'après Bremerton dans l'État de Washington.

## Histoire du service
Construit au Chantier naval Electric Boat de Groton, il a été commissionné le 28 mars 1981 et est toujours service dans l’United States Navy en 2016. Il est, depuis le retrait du Los Angeles en 2011, la plus ancienne unité en service de la classe homonyme.